# مورو سیمونتی
مورو سیمونتی (ایتالیایی: Mauro Simonetti; ۱۴ ژوئیهٔ ۱۹۴۸ – ۱ ژانویهٔ ۱۹۸۶) دوچرخه‌سوار اهل ایتالیا بود.
وی در مسابقات کشوری و بین‌المللی در مجموع برندهٔ ۱ مدال برنز شده‌است.